# Fritjof von Nordenskjöld
Fritjof von Nordenskjöld (* 23. Dezember 1938 in Hildesheim) ist ein deutscher Diplomat a. D. Er war von 2004 bis 2010 geschäftsführender stellvertretender Präsident der Deutschen Gesellschaft für Auswärtige Politik.

## Leben
Nach einem Studium der Rechtswissenschaften in Tübingen und München war er von 1969 bis 1970 als Rechtsanwalt in München tätig. Ab 1970 stand er im Dienst des Auswärtigen Amtes, unter anderem von 1979 bis 1982 als persönlicher Referent des damaligen Außenministers Hans-Dietrich Genscher. 1982 wurde er zum Botschafter in Port-au-Prince ernannt. 1985 kehrte er nach Deutschland zurück und wurde Leiter des Parlaments- und Kabinettsreferats im Außenministerium. Ab 1987 war er Gesandter und Leiter der politischen Abteilung der Botschaft in Paris und ab 1990 Gesandter und Ständiger Vertreter des Leiters der Botschaft in Washington, D.C. 1994 war er für einige Monate Leiter der Wirtschaftsabteilung und danach der Zentralabteilung des Auswärtigen Amtes. Von 1998 bis 2000 war er Botschafter in Rom und von 2001 bis 2004 Botschafter in Paris. Sein Nachfolger auf beiden Botschafterposten war jeweils Klaus Neubert.
Seit Oktober 2004 ist er geschäftsführender stellvertretender Präsident der Deutschen Gesellschaft für Auswärtige Politik. 2006 wurde er mit dem nationalen Verdienstorden Frankreichs für sein Engagement für die deutsch-französischen Beziehungen geehrt.
Er ist Mitglied des Corps Suevia Tübingen. Des Weiteren ist er im Kuratorium des Deutsch-Aserbaidschanischen Forums.